# Pogoanele
Pogoanele is een stad (oraș) in het Roemeense district Buzău. De stad telt 7744 inwoners (2007).